# Альбертвилл (Миннесота)
Альбертвилл (англ. Albertville) — город в округе Райт, штат Миннесота, США. На площади 12,2 км² (11,3 км² — суша, 0,8 км² — вода), согласно переписи 2002 года, проживают 3621 человек. Плотность населения составляет 319 чел./км².
Через город проходит межштатная автомагистраль I-94.
- Телефонный код города — 763
- Почтовый индекс — 55301
- FIPS-код города — 27-00730[1]
- GNIS-идентификатор — 0639253[2]